# Atanase Sciotnic
Atanase Sciotnic (1 de marzo de 1942-5 de abril de 2017) fue un deportista rumano que compitió en piragüismo en la modalidad de aguas tranquilas.
Participó en tres Juegos Olímpicos de Verano entre los años 1964 y 1972, obteniendo dos medallas, bronce en Tokio 1964 y plata en Múnich 1972. Ganó nueve medallas en el Campeonato Mundial de Piragüismo entre los años 1966 y 1974, y ocho medallas en el Campeonato Europeo de Piragüismo entre los años 1965 y 1969.

## Palmarés internacional
| Juegos Olímpicos   | Juegos Olímpicos          | Juegos Olímpicos  | Juegos Olímpicos |
| Año                | Lugar                     | Medalla           | Competición      |
| ------------------ | ------------------------- | ----------------- | ---------------- |
| 1964               | Tokio (Japón)             | Medalla de bronce | K4 1000 m        |
| 1972               | Múnich (RFA)              | Medalla de plata  | K4 1000 m        |
| Campeonato Mundial |                           |                   |                  |
| Año                | Lugar                     | Medalla           | Competición      |
| 1966               | Berlín Oriental (RDA)     | Medalla de bronce | K1 4 × 500 m     |
| 1966               | Berlín Oriental (RDA)     | Medalla de oro    | K2 500 m         |
| 1966               | Berlín Oriental (RDA)     | Medalla de plata  | K2 1000 m        |
| 1966               | Berlín Oriental (RDA)     | Medalla de oro    | K4 1000 m        |
| 1970               | Copenhague (Dinamarca)    | Medalla de plata  | K2 500 m         |
| 1971               | Belgrado (Yugoslavia)     | Medalla de oro    | K4 10 000 m      |
| 1973               | Tampere (Finlandia)       | Medalla de bronce | K1 4 × 500 m     |
| 1973               | Tampere (Finlandia)       | Medalla de bronce | K4 10 000 m      |
| 1974               | Ciudad de México (México) | Medalla de oro    | K1 4 × 500 m     |
| Campeonato Europeo |                           |                   |                  |
| Año                | Lugar                     | Medalla           | Competición      |
| 1965               | Bucarest (Rumania)        | Medalla de oro    | K1 4 × 500 m     |
| 1965               | Bucarest (Rumania)        | Medalla de plata  | K2 1000 m        |
| 1965               | Bucarest (Rumania)        | Medalla de plata  | K4 1000 m        |
| 1967               | Duisburgo (RFA)           | Medalla de plata  | K2 500 m         |
| 1967               | Duisburgo (RFA)           | Medalla de oro    | K2 1000 m        |
| 1969               | Moscú (URSS)              | Medalla de oro    | K2 500 m         |
| 1969               | Moscú (URSS)              | Medalla de plata  | K4 1000 m        |
| 1969               | Moscú (URSS)              | Medalla de plata  | K4 10 000 m      |